# Йервуд, Триша
Триша Йервуд (англ. Trisha Yearwood; род. 19 сентября 1964) — американская певица в жанре кантри. Пик её популярности пришёлся на 90-е годы. Трёхкратный лауреат премии «Грэмми». Занимает 10 строчку в рейтинге «40 выдающихся женщин музыки кантри» телеканала CMT (2002). Ведёт кулинарную передачу на канале Food Network. Известна своей песней «How Do I Live», которая стала саундтреком в фильме «Воздушная тюрьма» 1997 г.

## Ранняя жизнь
Триша Йервуд родилась в Монтиселло, штат Джорджия, в семье школьной учительницы Гвен Йервуд и банкира Джека Йервуд. С детства она увлекалась прослушиванием песен таких как Марк Кнопфлер и кантри-исполнителей Долли Партон, Пэтси Клайн, Китти Уэллс, Джим Ривз, Кенни Роджерс и Хэнка Уильямса. В начальной школе Йервуд участвовала в мюзиклах, хоре и шоу талантов. В период обучения в Университете Бельмонт она летом подрабатывала экскурсоводом в Зале славы и музее кантри.

## Начало карьеры
Свой первый альбом Trisha Yearwood певица выпустила в 1991 году. Этот диск сделал Йервуд первой женщиной-исполнительницей кантри, чья дебютная работа достигла платинового статуса в первый год продаж. Сингл «She’s in Love with the Boy» добрался до первой строчки в чарте Hot Country Songs журнала Billboard.

## Личная жизнь
Триша была замужем трижды. С первым супругом — музыкантом Крисом Лэтхэмом — они прожили с 1987 по 1991 год. 21 мая 1994 года Йервуд вышла замуж за Роберта «Бобби» Рейнолдса, басиста кантри-группы The Mavericks. Развелись они в 1999 году. С 2005 года певица замужем за кантри-певцом Гартом Бруксом.
Мать Триши Йервуд, Гвен Йервуд, умерла 1 октября 2011 от рака. Ей было 73 года.

## Дискография
- Trisha Yearwood (1991)
- Hearts in Armor (1992)
- The Song Remembers When (1993)
- Thinkin' About You (1995)
- Everybody Knows (1996)
- Where Your Road Leads (1998)
- Real Live Woman (2000)
- Inside Out (2001)
- Jasper County (2005)
- Heaven, Heartache, and the Power of Love (2007)
- Christmas Together (2016, с Гартом Бруксом)